# 靱屋町
靱屋町（うつぼやちょう）は、岐阜県岐阜市の町名。郵便番号は500-8041（集配局:岐阜中央郵便局）。

## 地理
岐阜市中央部に位置し、東は末広町、西は上竹屋町、南は米屋町、北は本町に接する。

## 世帯数と人口
2024年（令和6年）4月1日現在の世帯数と人口は以下の通りである。
| 町丁   | 世帯数 | 人口  |
| ------ | ------ | ----- |
| 靱屋町 | 57世帯 | 105人 |

## 学区
市立小・中学校に通う場合、学区は以下の通りとなる。
| 地域 | 小学校             | 中学校                 |
| ---- | ------------------ | ---------------------- |
| 全域 | 岐阜市立岐阜小学校 | 岐阜市立岐阜中央中学校 |

## 歴史
江戸期は岐阜城下の1町であった。織田信長が尾張の町人に命じて建設させた町といわれる。

### 町名の由来
明確な由来は不明であるが、「靱」は矢入れ具を意味し、矢入れ具を作る職人がいたとも考えられている。

### 沿革
- 1889年（明治22年）7月1日 - 市制施行に伴い、岐阜市岐阜靱屋町となる。
- 1909年（明治43年）6月8日 - 靱屋町に改称[4]。
- 1916年（大正7年） - 一部が新桜町となる[4]。